# Hasso Plattner

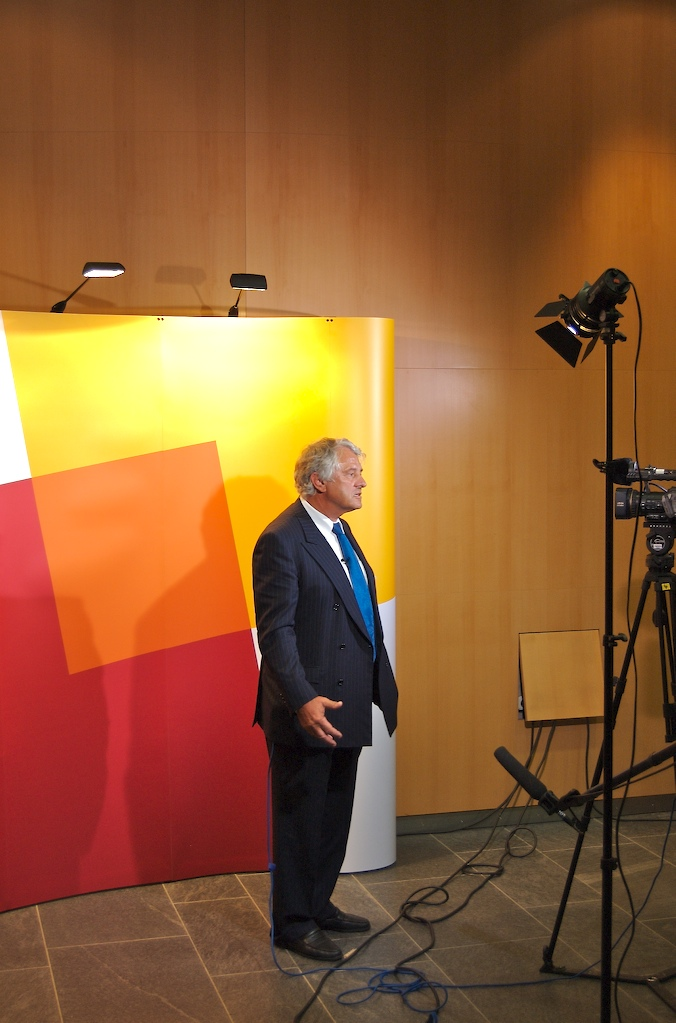
Hasso Plattner.

Hasso Plattner (Berlín, 21 de enero de 1944) es un empresario alemán.
Fundó SAP AG en 1972 junto con Dietmar Hopp, Claus Wellenreuther, Hans Werner Hector y Klaus Tschira. Actualmente preside el consejo de supervisión de dicha compañía.
Plattner fue también jefe del consejo de administración de SAP hasta 2003. Desde su retirada, ha sido un importante promotor de la investigación científica; los medios destacan que es uno de los mayores inversores privados en este campo. Plattner recibió el doctorado honoris causa en 2002 y en 2004 su cátedra en la Universidad de Potsdam. Estas mismas categorías las obtuvo en 1990 y 1994 en la Universidad Saarland de Saarbrücken.
En 1998, Plattner fundó el instituto Hasso Plattner para ingeniería de sistemas de software. Plattner es la undécima persona más rica de Alemania.
Tiene dos hijos y vive cerca de Heidelberg.